# Encalado
El término encalado se aplica como nombre a una mezcla de cal y agua. Si se le añade arena, el material obtenido es más consistente, pasando a convertirse en un mortero, y el grosor de la capa aplicada es mayor. Esta técnica suele denominarse entonces revoco.
Cuando, en lugar de arena, se añade polvo de mármol o marmolina, pero la consistencia sigue siendo fluida como una pintura, la técnica se denomina jabelga, y si la cantidad de marmolina aumenta hasta adquirir consistencia de pasta, o si se añade también arena, entonces tanto la técnica como el material obtenido se denominan estuco.
También se denomina encalado (véase liming (leather processing), en la Wikipedia en inglés) a la adición de un baño de cal apagada a las pieles. Y, por consiguiente, se llama desencalado al proceso de eliminación de la cal, "unida químicamente, absorbida en los capilares, almacenada mecánicamente, contenida en el baño del pelambre", para el deshinchamientos de las pieles.

## Características
El encalado es una técnica muy sencilla y económica de revestimiento. Se aplica fundamentalmente por motivos estéticos (dando lugar a los pueblos blancos), pero también por higiene y para reducir la temperatura interior de las construcciones. Lamentablemente el encalado se deteriora y ensucia con facilidad. Por este motivo, la cultura popular de algunos pueblos, especialmente en Andalucía, incluye el encalado anual de las viviendas.
Los encalados son populares en muchas zonas cálidas del planeta, donde se usan por su color blanco, que al reflejar la radiación solar consigue que los muros absorban menos energía térmica, obteniendo así interiores más frescos en las casas. También se utiliza por sus propiedades antisépticas, derivadas de la elevada alcalinidad del material.
La cal permite la necesaria transpiración de los muros, por lo que el encalado es un buen sustituto de las pinturas acrílicas o plásticas, las cuales no siempre conviene usar en construcciones antiguas pues, al ser revestimientos más impermeables, pueden provocar retenciones indeseadas de humedad en el cerramiento.
La cal es además un producto natural que exige muy poco procesado para su utilización, por lo que es un material muy ecológico, siendo su principal desventaja la necesidad de un mantenimiento periódico.